# 냇 터너

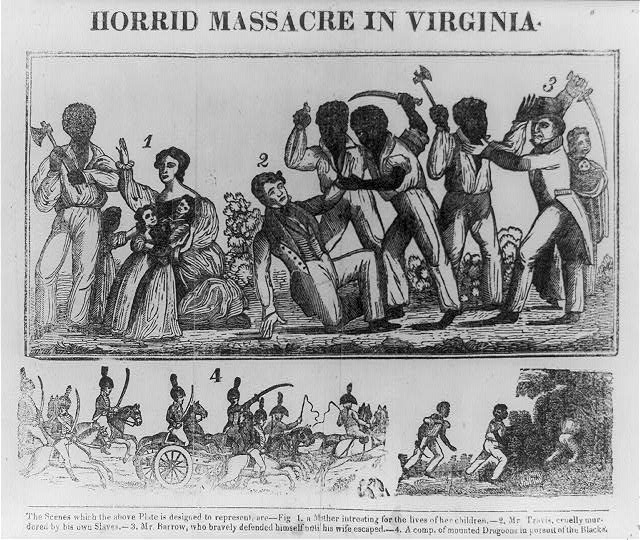
냇 터너의 반란

너새니얼 "냇" 터너(Nathaniel Nat Turner, 1800년 10월 2일 ~ 1831년 11월 11일)는 미국의 흑인 노예이다.
1831년 8월 21일에 버지니아주 사우스햄턴에서 노예들과 자유 흑인들의 반란을 이끌었던 아프리카계 흑인 노예이다. 그의 반란은 적어도 50명의 백인 희생자와 200명이 넘는 흑인들이 백인 민명대에 의해 죽임을 당하는 결과를 낳았다.
터너는 노예제에 대한 반란으로 농기구를 지닌 노예 무리를 이끌었다. 그들은 농장에서 농장으로 이동하며 말과 총, 자유 노예들을 모았고, 반란에 참여하기 원하는 다른 흑인들을 모집했다. 반란기간 동안 버지니아주 의회 의원들은 자유 노예들에게 그들을 몰아내기 위한 새 기금에 할당되는 식민지화 비용과, 배심원에 의한 자유 흑인의 재판을 거부하고 유죄를 선고받은 자유 흑인을 판매의 대상으로 만드는 경찰 비용을 부과했다. 백인으로 구성된 민병대와 소집된 군인들이 반란을 진압했다. 그에 더해 백인 민병대와 군중들이 지역 내 흑인들을 공격했고 200여명을 죽였는데, 그들 중 다수가 반란에 연루되지 않은 사람들이었다.
이 반란의 여파로, 버지니아주는 터너의 반란에 연루된 57명의 흑인들을 곧 체포하여 처형했다. 터너는 두 달 동안 숨어지냈으나, 결국 체포되어 단시간 내에 유죄와 사형 판결을 선고받고 교수형에 처해졌다. 버지나와 남부의 주들에서는 주 의회에서 노예들과 자유 흑인들을 통제하는 새로운 법안들이 통과되었다. 이 법안은 노예와 자유 흑인의 교육을 금지하고 자유 흑인들의 집회를 제한했으며 무기를 소지할 권리와(일부 주), 선거권을 취소했으며, 흑인 예배에서 백인 목사가 설교할 것을 지정했다.
2월 11일 반란 중에 그가 보여준 백인에 대한 조직적인 살인 방식은 여전히 논쟁의 대상이다.그는 많은 백인을 닥치는 대로 살해했고, 또한 그가 반란을 일으킨날, 무려 50명의 백인의 시체가 길거리에 있었다. 그가 태어났을 때는 성이 없었으며, 노예 주인이 지어준 냇(Nat)이라는 이름으로만 알려졌다. 터너(Turner)라는 성은 그의 소유주였던 새뮤얼 터너(Samuel Turner)의 성이다. 그가 주도한 반란은 불과 이틀 만에 진압되었으며, 몇 달 동안 숨어다녔던 냇 터너는 10월 30일에 체포되어 11월 5일에 사형 선고를 받고 11월 11일에 교수형에 처해졌다.

## 생애
냇은 평생 버지니아 사우스햄턴 카운티에서 생활했지만 그곳은 압도적으로 흑인 인구가 백인에 비해 많은 지역이었다. 반란 후 그 특징을 다음과 같이 썼다.
키는 5피트 6내지 8인치(168-173cm), 체중은 68 ~ 72kg 정도에 안색이 약간 밝지만 혼혈이 아니다. 넓은 어깨에, 크고 넓적한 코, 커다란 눈, 넓고 평평한 발, 약간 안짱다리에 활기차고, 활동적으로 걷는다. 머리 위의 모발은 매우 가늘고, 입술 위와 턱 끝을 제외하고 수염은 없고 한쪽 관자 놀이와 목 뒤에 흉터가 있다. 오른손의 뼈의 손목 근처에 구타로 생긴 큰 마디가 있다.

냇은 젊은 시절에 읽고, 쓰기를 배워서 똑똑했다. 성장하면서 신앙심이 두텁워 단식과 기도를 자주 하거나 성서를 읽고 있는 모습이 목격되었다. 냇은 종종 환상을 봤는데, 그는 이것을 하나님의 전언이라고 해석했다. 이 환상은 이후 냇의 인생에 큰 영향을 주었다. 예를 들면 냇이 21세 때 주인이 있는 곳에서 뛰쳐나왔지만 그런 환상을 본후에 1개월 만에 돌아왔다. 냇은 종종 침례교의 예배를 했으며, 동료 노예에도 설교를 했기 때문에 동료들에게서는 ‘예언자’로 불렸다.

## 같이 보기
- 미국의 노예 제도